# Santa Cruz, Pantepec
Santa Cruz är en ort i Mexiko.   Den ligger i kommunen Pantepec och delstaten Puebla, i den sydöstra delen av landet, 170 km nordost om huvudstaden Mexico City. Santa Cruz ligger 573 meter över havet och antalet invånare är 335.
Terrängen runt Santa Cruz är huvudsakligen kuperad. Santa Cruz ligger uppe på en höjd. Runt Santa Cruz är det ganska tätbefolkat, med 62 invånare per kvadratkilometer. Närmaste större samhälle är Huehuetla, 16,4 km väster om Santa Cruz. Omgivningarna runt Santa Cruz är en mosaik av jordbruksmark och naturlig växtlighet.